# Кул (Кулобський район)
Кул (тадж. Кӯл) — село у складі Хатлонської області Таджикистану. Входить до складу Даханського джамоату Кулобського району.
Населення — 697 осіб (2017).
Назва означає озеро.
Від Кул до центру джамоата 4 км, а до центру району 25 км.